# Paul Obazele
Paul Obazele es un actor, filántropo y productor de cine nigeriano. Se desempeñó como presidente de la Asociación de Productores de Cine (AMP) y al final de su mandato fue nombrado presidente de Edo Film Makers Association (EFMA). Es el fundador de Legends of Nollywood Awards. Fue nombrado "uno de los rostros más consistentes en la televisión" por el equipo editorial de TV Guide, una publicación trimestral de la Autoridad Nigeriana de Televisión.

## Biografía
Obazele, oriundo del estado de Edo, una región ocupada predominantemente por tribus minoritarias en Nigeria, nació en el estado de Lagos. Asistió a la educación secundaria en la Anglican Grammar School de Ubulu Ukwu, en el Estado del Delta, Nigeria, y se licenció en Administración de Empresas en el Politécnico Auchi.
Se interesó en la actuación y realización de películas cuando estudiaba en el Politécnico Auchi. Debido a la oposición de su padre a su sueño de convertirse en actor, él desestimó temporalmente su objetivo artístico y, en cambio, consiguió un trabajo diurno en una productora. En 1996 se unió oficialmente a la industria cinematográfica nigeriana y debutó como actor con la película Shadow of Death, dirigida por Bolaji Dawudu en la que interpretó el papel principal. Para 1999 ya era un actor consolidado y comenzó a dirigir películas. Una publicación de The Guardian en 2016 publicó un artículo que decía que Obazele había aparecido en 200 películas.

## Filmografía seleccionada
- Night Bus To Lagos (2019)
- Iyore (2015)
- If Only (2014)
- Invasion 1897 (2014)
- Political Control (2006)
- Cry Of A Virgin (2006)
- Family Affair (2006)
- Power Must Change Hands (2006)
- All My Heart (2005)
- Hidden Treasures (2005)
- Faithful Love (2004)
- Life In New York (2004)
- The Champ (2004)
- Ashanti (2003)
- Dangerous Babe (2003)
- Last Weekend (2003)
- Wanted Alive (2001)
- Set-Up (2000)
- Kòseégbé (1995)
- Black Maria (1994)

## Premios
Recibió el premio de reconocimiento especial en los premios City People Entertainment Awards.

## Vida personal
Obazele es casado y con hijos y cuando no está trabajando pasa su tiempo libre con su familia.